# Haílton Corrêa de Arruda
Haílton Corrêa de Arruda (Recife, 26 april 1937 – Rio de Janeiro, 8 april 2025) was een Braziliaanse voetballer. De doelman stond bekend onder zijn bijnaam Manga. Hij is vooral bekend voor zijn glorieperiode bij het Botafogo uit de jaren zestig waar hij speelde aan de zijde van sterren als Garrincha, Mário Zagallo en Nílton Santos. Geen enkele andere Braziliaan speelde meer wedstrijden in de Copa Libertadores dan Manga.

## Biografie
Manga begon zijn carrière bij Sport uit zijn thuisstad Recife in 1955, waarmee hij drie staatstitels won. In 1959 maakte hij de overstap naar Botafogo. Met deze club won hij drie keer het Torneio Rio-São Paulo en in 1968 de landstitel, ook won hij vier staatstitels. In 1969 trok hij naar de Uruguayaanse topclub Nacional en speelde daar vijf jaar. Nacional beleefde een glorieperiode en pakte vier titels met Manga en in 1971 won hij de Copa Libertadores tegen Estudiantes. De club mocht nu ook aantreden in de intercontinentale beker tegen Panathinaikos en ook hier trok de club aan het langste eind. In 1974 keerde hij terug naar Brazilië, bij Internacional, waarmee hij drie keer het Campeonato Gaúcho won en twee keer landskampioen werd. Van 1977 tot 1979 werd hij telkens staatskampioen met een andere club in een andere staat. Hij beëindigde zijn carrière bij het  Ecuadoriaanse Barcelona, waarmee hij ook de landstitel won in 1981.
Hij speelde ook voor het nationale elftal en kreeg in 1965 de voorkeur op tweevoudig wereldkampioen en grote ster Gilmar. Op het Wk 1966 in Engeland kreeg Gilmar echter toch de voorkeur op Manga. Na een nederlaag tegen Hongarije, waarvan Gilmar de schuld kreeg mocht Manga het in de derde wedstrijd tegen Portugal overnemen, echter verloren de Brazilianen ook deze wedstrijd en werden uitgeschakeld.
Arruda overleed op 8 april 2025 op 87-jarige leeftijd.